# Virgem dos Consellers
A virgem dos Consellers é uma tábua pintada a óleo pelo artista Lluís Dalmau em 1445 e encontra-se no Museu nacional de Arte da Catalunha em Barcelona. É considerada como uma das peças em pintura gótica mais importante realizadas na Catalunha.

## História
No ano de 1431 o rei Afonso V o Magnânimo mandou o seu pintor de palácio, o valenciano Lluís Dalmau à Flandres para a contratação de tapeceiros com o objetivo de organizar oficinas de tapeçaria em Valencia. Fez-lo com uma bolsa de viagem de “cem florins ao peso de Castela”. Crê-se que foi ali que o artista conheceu e inclusivamente trabalhou na oficina do pintor Jan van Eyck e seguramente veria também o poliptico de Gante na catedral de São Bavão, da cidade de Gante, instalado no ano de 1432.
O Consejo de Ciento na sua reunião de 6 de Junho de 1443, acordou nomear uma comissão de doze mestres artesãos para gerir a contratação da pintura de um retablo. A 4 de Setembro de 1443 contratou-se em Barcelona pelos conselheiros do Salón de Ciento e para a capela da Casa de la Ciudad a execução de um retablo fazendo constar no contrato que seria:
De bona fusta de roure de Flandes bem endrapat e enguixat (De boa madeira de carvalho da Flandres bem  “drapeado” e “enyesado”)
E esta obra completava-se com um pedestal, na atualidade perdido, que segundo os acordos do contrato devia conter os escudos da cidade e duas cenas da vida dos santos Andrés e Eulália.
Em 26 de Novembro de este mesmo ano encarregou-se o carpinteiro Francesc Gomar dos trabalhos de caixilho deste retablo, que para mais se adornou com pedraria.
Apesar de que naquele tempo Bernat Martorell era um pintor dos que mais trabalhava em Barcelona, crê-se que a encomenda foi para Dalmau porque os conselheiros queriam um bom retratista: “lo millor pintor que trobar se pogués” (o melhor pintor que se puder encontrar). Também neste contrato se estipulou que as figuras dos conselheiros teriam de corresponder com os seus traços reais. 
A tábua situou-se no centro da Capela da casa da Cidade de Barcelona, perto do atual Salón de Ciento, depois de 1847, devido a umas obras de eliminação desta capela foi trasladado o retablo para a igreja de San Miguel situada junto à Câmara Municipal, até que foi derrubada a igreja em 1870 e passou como depósito da Câmara Municipal de Barcelona para o Museu nacional de Arte da Catalunha em 30 de Maio de 1902.

## Descrição
Medidas: 272x276 cm (superfície pintada) 311,5x311 cm (dimensão máxima com moldura incluída).
O retablo é composto por uma única tábua, com figuras de tamanho natural, representando a Virgem com o Menino, sentada sobre um trono de estilo gótico apoiado sobre quatro leões, este trono está pintado com ornamentos de esculturas e coroa-se com um grande dosel com um pináculo no centro e outros dois menores em ambos os lados. A Virgem apresenta uma grande cabeleira ondulada caindo-lhe sobre os ombros e está coberta por um grande manto de cor azul, debruado com um elemento decorativo de ouro e pérolas que se encontra preso ao peito por um broche de ourivesaria, enquanto o Menino está coberto por um véu transparente branco e tem pendurado no pescoço um amuleto de uma rama de coral. A cena encontra-se situada dentro de um interior com janelas flamígeras (gótico antigo) ao fundo, onde há uns anjos cantores e se aprecia atrás deles a paisagem. Em ambos os lados do trono da Virgem encontram-se San Andrés e Santa Eulália, os quais possuem os atributos do seu martírio e fazem a apresentação dos cinco conselheiros da cidade que haviam feito a encomenda, ajoelhados com as mãos juntas em posição de oração num primeiro plano e retratados fielmente, vestindo batas vermelhas forradas a pele. Reconhecem-se Joan Llull, Francesc Llobet, Joan Junyent, Ramon Savall e Antoni de Vilatorta. O pavimento do solo está realizado copiando azulejos valencianos com os escudos da cidade de Barcelona e no teto a arquitetura representa uma abóboda de cruz que mostra nas suas chaves o escudo da cidade.
Lluís Dalmau assinou esta obra na base do trono da Virgem:
SUB ANNO MCCCCXL PER LUDOVICUM DALMAU FUIT DEPICTUM

## Análise
Tudo nesta pintura segue fielmente as realizadas pelo mesmo mestre flamenco Jan van Eyck, incluindo o tipo de Virgem se compara com a Virgem do canônico Van der Paele de van Eyck. Três anos depois da morte de van Eyck, Dalmau aplicou admiravelmente, nesta obra, tudo o que aprendeu durante a sua estadia na Flandres. O caráter principal desta pintura é a grande mestria que demonstra o pintor com o retrato notoriamente realista dos conselheiros. São retratos perfeitos que imitam a realidade ao mínimo detalhe. Embora seguisse as diretrizes definidas no contrato com os conselheiros, na sugestão de que o fundo fosse a dourado, o artista impôs a sua interpretação mais próxima do flamenquismo, como foi a mudança do dourado pela representação de paisagens no fundo que fica atrás das janelas tracerías góticas. Durante alguns anos acreditava-se que esta tábua estava realizada ao tempo, mas um estudo levado a cabo por José Gudiol Ricart demonstrou que estava pintado a óleo com o mesmo sistema utilizado pelos pintores flamencos, aos que se atribui a perfeição e a aplicação desta técnica.